# Банерообмінна мережа
Банерообмінна мережа — рекламна мережа, учасниками якої є видавці, що демонструють банери один одного на основі заздалегідь обумовлених і загальних для всіх правил. Банерообмінні мережі слугують для інтернет-реклами сайтів-учасників даної системи. Учасники банерообмінних мереж одночасно виступають і в ролі рекламодавців, і в ролі видавців. Сайт-учасник, що показав на своїх сторінках певне число банерів системи, має право розраховувати на те, що його банери будуть показані на інших сайтах-учасниках. За дані послуги мережа утримує певне число показів (від 10 до 30%). В учасників мережі є право використовувати засоби таргетингу, міняти банери, керувати показами їх реклами і переглядати звіти про рекламу в реальному часі, а також продавати накопичені банеропокази.

## Приклади українських банерообмінних мереж
- bannerka.ua [Архівовано 25 червня 2014 у Wayback Machine.] - УБС, українська банерна мережа. Учасники мережі можуть також обміняти банеропокази на певний товар або послугу.
- banner.ua - Національна банерна мережа. Також пропонує однією з функцій — обмін показів на товари, послуги, оплату хостингу, домену тощо.
- ukrbanner.net [Архівовано 10 січня 2014 у Wayback Machine.] - асоціація «Укрбанер». Містить в собі 3 проекти: банерну мережу, банерну біржу і банерну кредитно-інвестиційну компанію.